# Европска централна банка
Европска централна банка формира и имплементира Европску монетарну политику. Поред тога, управља операцијама међународне размене и омогућује несметан рад платних система. Основана је 30. јуна 1998. године и наследила Европски монетарни институт. Од 1. јануара 1999. године је преузела све надлежности за примену европске монетарне политике која је одређена од стране Европског система централних банака.
Циљ ЕЦБ је одржавање платне моћи и инфлација мања од 2% у еврозони. ЕЦБ контролише понуду новца на тржишту као и статистике цена трговачких производа и услуга према којима оцењује ризико монетарне стабилности. Позната је по томе што одређује камату у еврозони. Концепт Евросистема је да ни ЕЦБ нити националне централне банке у еврозони не дозвољавају никаква политичка мешања у монетарну политику. Евросистем чине мрежа националних централних банака и ЕЦБ.
Седиште ЕЦБ налази се у Франкфурту. Садашњи председник је Марио Драги из Италије. Изабран је у октобру 2011. Први председник ЕЦБ био је Вим Дујзенберг (хол. Wim Duisenberg) из Холандије.

## Историја
Европска централна банка је фактички наследник Европског монетарног института (ЕМИ). ЕМИ је успостављен на почетку друге фазе Економске и монетарне уније ЕУ (ЕМУ) да би се бавио прелазним проблемима и изазовима земаља усвајања евра и припремио за стварање ЕЦБ и Европског система централних банака (ЕСЦБ). ЕМИ је сам преузео бивши Европски фонд за монетарну сарадњу (ЕМЦФ).
ЕЦБ је званично заменила ЕМИ 1. јуна 1998. године на основу Уговора о Европској унији (Уговор из Мастрихта), али није извршила своја пуна овлашћења до увођења евра 1. јануара 1999. године, када је започела трећа фаза ЕМУ. Банка је била последња институција потребна за успостављање Европске монетарне уније, што је истакнуто у извештајима ЕМУ-а Пиера Вернера и председника Жака Делора. Основана је 1. јуна 1998.
Први председник банке био је Вим Дујзенберг, бивши председник холандске централне банке и Европског монетарног института. Док је Дујзенберг био шеф ЕМИа (преузимајући га од Александера Ламфалусија из Белгије) непосредно пре оснивања ЕЦБ, француска влада је инсистирала да бивши шеф француске централне банке Жан-Клод Трише буде први председник будуће ЕЦБ. Французи су тврдили да би први председник требало да буде Француз, јер би седиште ЕЦБ било у Немачкој. Томе су се успротивиле немачка, холандска и белгијска влада, које су Дујзенберга доживљавале као заговорника снажне евро-политике. Тензије су ублажене џентлменским споразумом у којем ће Дујзенберг поднети оставку на половини свог мандата, замењујући Тришеа.
Жан-Клод Трише заменио је Дуисенберга на месту председника у новембру 2003.
Тензије су се појавиле и око Извршног одбора ЕЦБ, будући да је Уједињено Краљевство, бивша држава чланица ЕУ, затражила место у одбору, иако се није придружила јединственој валути. Под притиском Француске, три места су додељена највећим чланицама, Француској, Немачкој и Италији, а своје место је потражила и добила и Шпанија. Упркос систему политичких именовања, одбор је успоставио своју независност од самог почетка, опирући се политичким притисцима да промени каматне стопе и именује будуће кандидате.
Када је ЕЦБ створена, покривала је евро зону једанаест држава чланица. Од тада су се придружиле Грчка у јануару 2001, Словенија у јануару 2007, Кипар и Малта у јануару 2008, Словачка у јануару 2009, Естонија у јануару 2011, Латвија у јануару 2014. и Литванија у јануару 2015. године, повећавајући тако обим банке и број чланова Управног одбора.
Лисабонски уговор ступио је на снагу 1. децембра 2009. године, а ЕЦБ је стекла званични статус институције ЕУ према члану 13.
У септембру 2011. немачки члан Управног савета и извршног одбора Јурген Старк поднео је оставку у знак протеста због ЕЦБ-овог „програма тржишта хартија од вредности“, који је укључивао и куповину државних обвезница од стране ЕЦБ, што је потез који се раније сматрао забрањеним уговором. ЕУ. Financial Times Deutschland назвао је епизоду „крајем ЕЦБ-а какав познајемо”, позивајући се на њен до тада перципирани „соколски” став о инфлацији и историјски утицај Deutsche Bundesbank на политику ЕЦБ-а.
Марио Драги је 1. новембра 2011. заменио Жан-Клод Тришеа на месту председника ЕЦБ.
У априлу 2011. ЕЦБ је повисила каматне стопе први пут од 2008. године са 1% на 1,25% а касније на 1,50% у јулу 2011. Међутим, у периоду 2012—2013. ЕЦБ је била принуђена да нагло смањи каматне стопе како би подстакла економски раст, достигавши историјски ниских 0,25% у новембру 2013. Убрзо након што су стопе смањене на 0,15%, 4. септембра 2014. године централна банка је даље смањила стопе за две трећине са 0,15% на 0,05%. У последње време каматне стопе су додатно снижене и достигле најнижу забележену стопу од 0,00%.
У новембру 2014. банка се преселила у ново седиште.
Дана 1. новембра 2019. Кристин Лагард, бивша директорка Међународног монетарног фонда, заменила је Мариа Драгија на месту председника.

### Одговор на европску дужничку кризу
Крајем 2009. године, неколико држава јужне еврозоне више нису могле отплаћивати државни дуг деноминован у еврима нити финансирати спашавање проблематичних финансијских сектора под њиховим националним надзором без помоћи трећих страна. Ова тзв европска дужничка криза започела је након што је новоизабрана грчка влада фалсификовањем финансијских извештаја престала да прикрива своју стварну задуженост и буџетски дефицит и отворено изјавила да им прети непосредна опасност од државног банкрота.
Предвиђајући могуће банкроте земаља у еврозони, шира јавност, међународне и европске институције и финансијска заједница прегледали су економску ситуацију и кредитну способност неких држава чланица еврозоне, посебно јужних земаља. Приноси државних обвезница у неколико земаља еврозоне последично су почели нагло да расту. То је изазвало зачарани круг панике на финансијским тржиштима: што су више приноси грчких обвезница расли, то је већа вероватноћа да ће доћи до неизвршења обавеза, то ће више приноса обвезница расти.
Ова паника је појачана неспособношћу ЕЦБ да реагује и интервенише на тржиштима државних обвезница из два разлога. Први разлог је тај што правни оквир ЕЦБ забрањује куповину државних обвезница (члан 123. ТФЕУ), што је спречило ЕЦБ да примени квантитативно ублажавање попут политике америчке Федералне резерве и Енглеске Банке, које су то учиниле 2008. године и на тај начин стабилизовале финансијска тржишта. Друго, ЕЦБ-овом одлуком из 2005. године уведен је минимални кредитни рејтинг (БББ) за све обвезнице еврозоне како би се квалификовале као залог за операције ЕЦБ-а на отвореном тржишту. То је значило да би, ако би приватне рејтинг агенције снизиле државне обвезнице испод тог нивоа, многе банке би одједном постале неликвидне јер би изгубиле приступ операцијама рефинансирања ЕЦБ. Према бившем члану Управног савета ЕЦБ Атанасиосу Орфанидесуу, ова промена у колатералном оквиру ЕЦБ „засадила је семе“ кризе евра.
Суочена са овим регулаторним ограничењима, ЕЦБ коју је предводио Жал-Клод Трише није успела да интервенише 2010. године да смири финансијска тржишта. До 6. маја 2010 Трише је на неколико конференција званично искључио могућност ЕЦБ-а да пређе на куповину државних обвезница, иако су Грчка, Португал, Шпанија и Италија суочени са таласом снижавања кредитног рејтинга и све већим каматним стопама.

### Програм тржишта хартија од вредности
Европска централна банка је 10. маја 2010. године најавила покретање „Програма тржишта хартија од вредности“ (СМП), који је укључивао дискрециону куповину државних обвезница на секундарним тржиштима. Одлуку је донео Управни савет током телеконференцијског позива само три дана након уобичајеног састанка ЕЦБ 6. маја (када је Трише још увек одбијао могућност куповине државних обвезница). ЕЦБ је оправдала ову одлуку нужношћу „решавања озбиљних тензија на финансијским тржиштима“. Одлука се такође поклопила са одлуком лидера ЕУ од 10. маја да успоставе Европски механизам за финансијску стабилизацију, који ће служити као кризни фонд за заштиту еврозоне од будућих криза сувереног дуга.
Куповина обвезница ЕЦБ била је фокусирана првенствено на шпански и италијански дуг. Намеравали су да угуше међународне финансијске шпекулације против ових земаља и тако избегну заразу грчке кризе другим земљама еврозоне. Претпостављало се да ће се шпекулативна активност временом смањивати, а вредност имовине повећавати.
Иако је СМП предвидео убацивање новог новца на финансијска тржишта, све инјекције ЕЦБ су „стерилисане“ седмичном апсорпцијом ликвидности. Дакле, операција је била неутрална за укупну новчану масу.
Када ЕЦБ купује обвезнице од других кредитора, попут европских банака, ЕЦБ не открива цене трансакција. Повериоци зарађују на поравнању куповином и продајом обвезница које се продају по вишим ценама од тржишних.
Од 18. јуна 2012 У оквиру Програма тржишта хартија од вредности, ЕЦБ је потрошила укупно 212,1 милијарди евра на куповину обвезница које покривају директан дуг, што чини 2,2% БДП-а еврозоне. Истовремено, ЕЦБ је остварила значајан профит од МСП-а, који је у великој мери прерасподељен земљама еврозоне. Еврогрупа је 2013. одлучила да врати профит Грчкој, али су исплате обустављене током 2014. до 2017. због сукоба између Јаниса Варуфакиса и министара Еврогрупе. Еврогрупа је коначно 2018. вратила Грчкој део средстава, међутим, неколико невладиних организација жалило се да се значајан део профита ЕЦБ никада неће вратити у Грчку.

### Реакција на ирску банкарску кризу
У новембру 2010. године постало је јасно да Ирска неће моћи приуштити себи спашавање својих пропалих банака, посебно Anglo Irish Bank којој је било потребно око 30 милијарди евра да би се спасила од банкрота, што је износ који држава очигледно није могла да прикупи задуживањем. Тада је принос ирских обвезница нагло порастао и достигао упоредив ниво са грчким обвезницама. Међутим, ирска влада издала је рачун Anglo Irish банке у износу од 31 милијарде евра и национализовала га. Заузврат, банка је Централној банци Ирске предала меницу као залог и тако је могла да приступи хитној помоћи за ликвидност (ЕЛА). На овај начин Anglo Irish Bank је могла да врати своје повериоце. Операција је дефинисана као врло контроверзна, јер је у основи пребацила приватне дугове Anglo Irish Банке у владин биланс стања.
Касније је постало јасно да је ЕЦБ играла кључну улогу не дозвољавајући ирској влади да Anglo Irish Банку остави неспособном да плати своје дугове, избегавајући тако ризик од финансијске нестабилности. Председник ЕЦБ Жан-Клод Трише послао је 15. октобра и 6. новембра 2010. године два тајна писма ирском министру финансија у суштини обавештавајући ирску владу о могућој суспензији ЕЛА кредитних линија, осим ако влада не пристане на финансијску помоћ Еврогрупе, програм који подлеже даљим реформама и фискалној консолидацији. Током 2012. и 2013. године ЕЦБ је више пута инсистирала да се рачун у целости отплати и одбила је владин предлог да се рачун замени дугорочном (и јефтинијом) обвезницом до фебруара 2013. Поред тога, ЕЦБ је инсистирала да имаоци обвезница национализованих банака не би требало да буду предмет реструктурирања дуга, мере која би Ирској могла да уштеди 8 милијарди евра.
Укратко, у страху од новог таласа панике на финансијским тржиштима, ЕЦБ је предузела ванредне мере како би по сваку цену избегла реструктурирање дуга у Ирској, што би резултирало већим ирским јавним дугом.

### Операције дугорочног рефинансирања
Убрзо након што је Марио Драги преузео председавање ЕЦБ, 8. децембра 2011. банка је најавила нову рунду кредита са каматом од 1% на период од три године (36 месеци), тзв. операције дугорочног рефинансирања) .
Од његовог увођења 523 банке су искористиле чак 489,2 милијарде евра (640 милијарди америчких долара) овог финансијског инструмента. Зајмови се не нуде европским земљама, нити државне хартије од вредности које су издале европске државе признате као прихватљиво осигурање и хартије од вредности обезбеђене хипотеком и другим комерцијалним записима са довољно висококвалитетном кредитном агенцијом. Посматрачи су били изненађени распоном датих зајмова. Убедљиво највећи износ од 325 милијарди евра искористиле су банке у Грчкој, Ирској, Италији и Шпанији. Чинећи то, ЕЦБ је настојала да банкама обезбеди довољну ликвидност да отплате око 200 милијарди евра сопственог доспелог дуга у прва три месеца 2012. године, уз истовремено нормално пословање и држање кредитних линија отвореним за компаније како би кредитна криза могла да се смањи и не угуши економски раст. Такође се надала да ће банке део новца искористити за куповину државних обвезница, ублажавајући тако дужничку кризу.
Дана 29. фебруара 2012 ЕЦБ је одржала своју другу 36-месечну аукцију ЛТРО2, пружајући банкама еврозоне додатних 529,5 милијарди евра зајмова са ниским каматама. 800 банака је учествовало у овој другој дугорочној аукцији операција рефинансирања. Ново задуживање на аукцији у фебруару износило је око 313 милијарди евра, па је од укупно 256 милијарди евра постојећих зајмова ЕЦБ, 215 милијарди евра уведено под ЛТРО2.

### Директне новчане трансакције
У јулу 2012. године, усред обновљеног страха од кризе државног дуга еврозоне, Марио Драги је на панел дискусији у Лондону рекао да је ЕЦБ „… спремна да учини све што је потребно за очување евра”. И верујте ми, биће довољно." Ова изјава довела је до наглог пада приноса на обвезнице за земље еврозоне, посебно Шпанију, Италију и Француску. У светлу спорог политичког напретка у решавању кризе еврозоне, Драгијева изјава се сматра кључном прекретницом у спашавању еврозоне.
Након Драгијевог говора, Управни савет Европске централне банке (ЕЦБ) најавио је 2. августа 2012. године да ЕЦБ „може предузети директне операције на отвореном тржишту до те мере да постигне свој (Драгијев) циљ” како би се "заштитио „одговарајући пренос монетарне политике и јединственост такве монетарне политике”. Технички оквир за ове операције формулисан је 6. септембра 2012. године, када је ЕЦБ најавила покретање програма отворене монетарне трансакције (ОМТ; енгл. Outright Monetary Transactions programme, OMT). Истог дана укинут је Програм трговања хартијама од вредности Банке (СМП).
Иако је трајање претходног СМП-а било привремено, ОМТ нема претходно време или ограничење величине али активирање куповина је и даље условљено придржавањем земље кориснице програма прилагођавања у оквиру европског механизма девизног курса (ЕСМ). До данас ЕЦБ није активирала ОМТ, међутим, сматра се да је његово саопштење (заједно са Драгијевим говором „шта год је потребно”) значајно допринело стабилизацији финансијских тржишта и окончало кризу државног дуга.

### Квантитативно попуштање
Иако је криза државног дуга готово решена до 2014. године, ЕЦБ је почела да се суочава са поновљеним падом стопе инфлације у евро зони, што указује да економија континента клизи ка дефлацији. Као одговор на ову претњу, ЕЦБ је 4. септембра 2014. године најавила покретање два програма куповине обвезница: Програма куповине покривених обвезница (ЦБПП3) и Програма осигурања хартија од вредности (АБСПП).
22. јануара 2015. ЕЦБ је најавила проширење ових програма као део свеобухватног програма „квантитативног попуштања“, који је такође обухватио куповину 60 милијарди евра месечно државних обвезница са роком доспећа најмање септембра 2016. године. Програм је покренут 9. марта 2015. године и у неколико наврата је проширен на око 2.500 милијарди евра.
Дана 8. јуна 2016. године, Европска централна банка додала је корпоративне обвезнице деноминоване у евро свом портфељу за куповину имовине покретањем Програма куповине корпоративног сектора (ЦСПП). У оквиру овог програма, до јануара 2019. године спроводила је нето куповину корпоративних обвезница која је достигла око 177 милијарди евра. Иако је програм заустављен на 11 месеци у јануару 2019, ЕЦБ је наставила нето куповину корпоративних обвезница у новембру 2019.

## Мандат и циљ инфлације
За разлику од многих других централних банака, Европска централна банка нема двоструки мандат у којем мора следити два подједнако важна циља као што су стабилност цена и пуна запосленост (попут америчког система федералних резерви). ЕЦБ има само један примарни циљ, стабилност цена, који може остварити кроз секундарне циљеве.

### Примарни појам
Примарни циљ Европске централне банке, како је утврђено у члану 127 (1). Уговор о функционисању Европске уније је да одржи стабилност цена у евро зони, европски уговори не прецизирају тачно како ЕЦБ треба да следи овај циљ. Европска централна банка има довољно дискреције о томе како постиже свој циљ стабилности цена, јер може самостално да одлучује о циљу инфлације, а такође може да утиче на начин на који Хармонизовани индекс потрошачких цена (ХИЦП) мери.
У октобру 1998. године Управно веће је дефинисало стабилност цена као инфлацију испод 2%, „међугодишњи раст Хармонизованог индекса потрошачких цена (ХИЦП) за евро зону испод 2%“ и нагласио да се та стабилност „треба одржавати у средњорочном периоду“.
У мају 2003. године, након темељне ревизије стратегије монетарне политике ЕЦБ, Управни савет је појаснио да „у потрази за стабилношћу цена жели да одржи стопу инфлације испод, али близу 2% у средњорочном периоду“.
Од 2016. председник Европске централне банке даље је прилагођавао своја потраживања, уводећи појам „симетрије“ у своју дефиницију циља јасно стављајући до знања да ЕЦБ треба да одговара подједнако и на инфлаторне и на дефлаторне притиске. Као што је Драги једном рекао, „симетрија значи не само да нећемо прихватити трајно ниску инфлацију, већ и да не постоји ограничење инфлације од 2%“.

### Секундарни појам
Не доводећи у питање циљ стабилности цена, чл. 127. Уговор о функционисању ЕУ пружа могућност Европској централној банци да постигне друге циљеве:
„Не доводећи у питање циљ стабилности цена, ЕСЦБ ће подржати опште економске политике Уније с циљем да допринесе постизању циљева Уније утврђених у члану 3. Уговора о Европској унији.“
Сматра се да ова законска одредба даје ЕЦБ „секундарни мандат“ и нуди довољно оправдања да ЕЦБ такође даје приоритет осталим питањима као што су пуна запосленост или заштита животне средине, наведена у члану 3. Уговори о Европској унији. Истовремено, економисти и коментатори често су подељени око тога да ли и како ЕЦБ треба да следи ове секундарне циљеве, посебно утицај на животну средину. Званичници ЕЦБ често су истицали могуће контрадикције са овим секундарним циљевима. У циљу бољег усмеравања ЕЦБ ка њеним секундарним циљевима, предлаже се успостављање ближе сарадње са Европским парламентом.

### Задаци
У циљу испуњавања примарног мандата, задаци ЕЦБ укључују:
- Идентификација и примена монетарне политике[60]
- Управљање девизним операцијама
- Одржавање платног система за промоцију несметаног рада инфраструктуре финансијског тржишта у оквиру платног система ТАРГЕТ2[61] и развој и одржавање техничке платформе за поравнање трансакција са хартијама од вредности у Европи (хартије од вредности ТАРГЕТ2)
- Саветодавна улога: по закону је потребно тражити мишљење ЕЦБ о било ком питању на нивоу националног или законодавства ЕУ које спадају у надлежност ЕЦБ
- Прикупљање података и статистичка анализа
- Међународна сарадња
- Издавање новчаница: ЕЦБ има ексклузивно право да одобри издавање евра. Државе чланице могу да емитују кованице евра, али ЕЦБ прво мора да одобри износ (одмах након увођења евра, ЕЦБ је имала ексклузивно право и да емитује кованице).[61]
- Финансијска стабилност и бонитетна политика
- Надзор банака: од 2013 ЕЦБ је одговорна за надзор системски релевантних банака.

### Алати монетарне политике
Главно средство монетарне политике Европске централне банке су зајмови или репо уговори са колатералом. Ове алате користи и америчка банка Федералне резерве, али Фед врши директније куповине финансијских инструмената од свог европског партнера. Колатерал који користи ЕЦБ је обично висококвалитетни дуг јавног и приватног сектора.
Сва позајмица кредитним институцијама мора бити обезбеђена у складу са чланом 18. Статут ЕСЦБ.
Критеријуми за одређивање „високог квалитета“ јавног дуга били су предуслов за чланство у Европској унији: укупан дуг, на пример, не сме бити превисок у односу на бруто домаћи производ, а дефицит текуће године не сме прећи одређени ниво. Иако су ови критеријуми прилично једноставни, бројне рачуноводствене технике могу сакрити основну стварност фискалне солвентности или њеног недостатка.
У централном банкарству привилеговани статус централне банке је да може зарадити онолико новца колико сматра потребним. У систему савезних резерви Сједињених Држава, Федералне резерве купују средства: обично обвезнице које издаје савезна влада. Нема ограничења за обвезнице које може купити, а један од алата којима располаже у финансијској кризи је предузимање ванредних мера попут куповине велике количине имовине попут комерцијалних записа. Сврха таквих операција је да се осигура расположивост одговарајуће ликвидности за функционисање финансијског система.

### Регулаторно ослањање на кредитне рејтинге
Тинк тенкови попут Светског савета за пензије тврде да су се европски законодавци помало догматски залагали за усвајање препорука Базела II из 2005. године и пренели их у правни систем Европске уније путем Директиве о капиталним захтевима (ЦРД) која је на снази од 2008. године. У основи, присилили су европске банке и, што је још важније, саму Европску централну банку (нпр. Приликом процене солвентности финансијских институција) да се више него икад ослањају на стандардизоване процене кредитног ризика.

### Разлика са америчким федералним резервама
У Сједињеним Државама, Федерални резервни систем купује хартије од вредности за упумпавање ликвидности у економију. С друге стране, Евросистем користи другачију методу: приближно 1.500 банака које испуњавају услове могу се такмичити за краткорочне репо уговоре у трајању од две недеље до три месеца.
Банке заправо посуђују новац и морају га отплаћивати, а кратко трајање репо споразума омогућава континуирано прилагођавање каматних стопа. Када доспеју уговори о реоткупу, банке учеснице поново предају понуде. Повећавање количине новчаница које се нуде на аукцији омогућава повећање ликвидности у привреди. Смањење има супротан ефекат. Уговори се воде на имовинској страни биланса стања Европске централне банке, а резултирајући депозити у банкама чланицама воде се као обавеза. Лаички речено, одговорност централне банке је новац, а повећање депозита код банака чланица, што централна банка носи као обавезу, значи да је више новца уложено у економију.
Да би имале право да учествују на аукцијама, банке морају бити у могућности да понуде доказ о адекватном обезбеђењу у облику кредита другим ентитетима. То може бити јавни дуг држава чланица, али такође је прихваћен прилично широк спектар хартија од вредности из приватног банкарства. Прилично строги захтеви за чланство у Европској унији, посебно у погледу државног дуга као процента бруто домаћег производа сваке државе чланице, осмишљени су тако да осигурају да имовина која се нуди банци као залог бар у теорији има једнак квалитет. инфлација.

## Организација
Главни органи су:
- Извршни одбор (6 чланова).

Извршни одбор одговоран је за спровођење монетарне политике (коју је дефинисао Управни савет) и свакодневно вођење банке. Може доносити одлуке надређене националним централним банкама или може вршити овлашћења која јој је доделио Управни савет. Председник ЕЦБ-а додељује бројне одговорности члановима Извршног одбора. Извршни одбор се обично састаје сваког уторка.
Извршни одбор чине председник банке (тренутно Кристин Лагард), потпредседник (тренутно Луис де Гуиндос) и још четири члана. Све их именује Европски савет на необновљиви мандат од осам година. Чланови Извршног одбора ЕЦБ именују се „међу особама са признатим статусом и професионалним искуством у монетарним или банкарским питањима, заједничким договором влада држава чланица на нивоу шефова држава или влада, на препоруку Савета, након што се консултовао са Европским парламентом и Управним саветом ЕЦБ “.
Хосе Мануел Гонзалез-Парамо, шпански члан Извршног одбора од јуна 2004. године, требало је да напусти одбор почетком јуна 2012, али до краја маја није именована замена. Шпанци су номиновали Антонија Саинза де Викуноа, ветерана ЕЦБ рођеног у Барселони, који је на челу правног одељења, да замени Гонзалес-Парама био већ у јануару 2012. године, али су номиновани и други кандидати из Луксембурга, Финске и Словеније. Одлука је донета до маја. После дуге политичке битке и одлагања због критика из Европског парламента да у ЕЦБ не постоји родна равнотежа, Луксембуржанин Ивес Мерш именован је да замени Гонзалес-Параму.
Франк Елдерсон наследио је Ивеса Мерша на месту члана Извршног одбора ЕЦБ у децембру 2020.
- Управни Савет (Чланови Извршног одбора и гувернери централних банака еврозоне; 6+13=19 чланова)

Управно веће је главно тело Евросистема које доноси одлуке. Састоји се од чланова Извршног одбора (укупно шест) и гувернера националних централних банака земаља еврозоне (њих 19 од 2015)
Од јануара 2015. ЕЦБ је на својој веб страници објавила сажетак разматрања Управног већа. Ове публикације су делимичан одговор на опетоване критике због нетранспарентности ЕЦБ али за разлику од других централних банака, ЕЦБ још увек не открива појединачне податке о гласовима гувернера који су седели у Савету.
Чланови Управног одбора (до јануара 2020. )
|               | Име             | улога                                                          | Трајање дужности  | Трајање дужности  |
| ------------- | --------------- | -------------------------------------------------------------- | ----------------- | ----------------- |
| Извршни одбор | Кристин Лагард  | председник                                                     | 1. новембра 2019  | 31. октобра 2027  |
| Извршни одбор | Луис де Гуиндос | заменик председника                                            | 1. јуна 2018      | 31. маја 2026     |
| Извршни одбор | Фабио Панета    | члан извршног одбора                                           | 1. јануара 2020   | 31. децембра 2027 |
| Извршни одбор | Филип Лејн      | члан извршног одбора главни економиста                         | 1. јуна 2019      | 31. маја 2027     |
| Извршни одбор | Франк Елдерсон  | члан извршног одбора привремени потпредседник надзорног одбора | 15. децембра 2020 | 14. децембра 2028 |
| Извршни одбор | Изабел Шнабел   | члан извршног одбора                                           | 1. јануара 2020   | 31. децембра 2027 |

- Генерални Савет

(Председник и потпредседник ЕЦБ и гувернери свих земаља чланица Европске уније, 2+27= 29 чланова)
Генерално веће је тело које се бави прелазним питањима усвајања евра, на пример постављањем девизних курсева валута које треба заменити евром (континуирано са задацима бившег ЕМИ). Постојаће док све државе чланице ЕУ не усвоје евро, а у том тренутку он ће бити распуштен. Састоји се од председника и потпредседника и гувернера свих националних централних банака у ЕУ.
- Надзорни одбор

Надзорни одбор састаје се два пута месечно како би разговарао, планирао и извршио надзорне задатке ЕЦБ. Предлаже нацрте одлука Управном одбору по процедури без приговора. Састоји се од председавајућег (именованог на мандат од пет година који се не може обновити), заменика председавајућег (изабраног из реда чланова Извршног одбора ЕЦБ), четири представника ЕЦБ и представника националних супервизора. Ако национално надзорно тело које је одредила држава чланица није национална централна банка (НЦБ), представник надлежног органа може бити у пратњи представник њихове НЦБ. У таквим случајевима, представници се сматрају заједно као један члан са једним гласом за поступак гласања.
Национални одбор такође укључује Управни одбор, који подржава активности Надзорног одбора и припрема састанке Одбора. Састоји се од председника надзорног одбора, потпредседника надзорног одбора, једног представника ЕЦБ и пет представника националних супервизора. Пет представника националних супервизора именује Надзорни одбор на годину дана по принципу ротационог система који осигурава правичну заступљеност држава.

| Састав надзорног одбора ЕЦБ |                          |
| Име                         | улога                    |
| Андреа Енриа                | председник               |
| Франк Елдерсон              | привремени потпредседник |
| Пенти Хакараинен            | представник ЕЦБ          |
| Едуард Фернандез-Боло       | представник ЕЦБ          |
| Керстин аф Јочник           | представник ЕЦБ          |
| Елизабет Мекол              | представник ЕЦБ          |

### Капитал
ЕЦБ је директно подређена европском закону, али је њен састав сличан саставу корпорације у смислу да ЕЦБ има акционаре и акцијски капитал. Њен почетни капитал требало је да износи 5 милијарди евра а кључ за расподелу почетног капитала утврђен је 1998. године на основу броја становника и БДП-а држава чланица, али одлучено је да кључни био флексибилан. НЦБ еврозоне су морале да уплате свој капитал у ЕЦБ у целости. Централне банке земаља које нису учеснице морале су да уплате 7% својих уписа у капитал ЕЦБ као допринос њеним оперативним трошковима. Као резултат, ЕЦБ је испуњена почетним капиталом од нешто мање од 4 милијарде евра. Капитал држе националне централне банке држава чланица као акционари. Акције у ЕЦБ нису преносиве и не могу се користити као залог а НЦБ су једини уписници и имаоци капитала ЕЦБ.
ЕЦБ тренутно има капитал од око 40 милијарди евра, а држе га националне централне банке држава чланица као акционари. Удели националних централних банака у овом капиталу израчунавају се помоћу кључа који одражава удео дотичне чланице у укупном становништву и бруто домаћем производу ЕУ. ЕЦБ прилагођава своје акције сваких пет година и сваки пут када се мења број националних централних банака. Прилагођавање се заснива на подацима Европске комисије .
Све националне централне банке (НЦБ) које имају удео у капиталу ЕЦБ од 1. фебруара 2020. године наведене су у доњој табели. НЦБ ван еврозоне морају да уплате врло мали проценат свог уписаног капитала, што резултира великом разликом у укупном уплаћеном капиталу унутар и изван еврозоне.
| НСБ                         | Проценат капитала (%) | Уплаћени капитал (€) |
| --------------------------- | --------------------- | -------------------- |
| Национална банка Белгије    | 2.9630                | 276.290.916,71       |
| Савезна банка Немачке       | 21.4394               | 1.999.160.134,91     |
| Банка Естоније              | 0.2291                | 21.362.892,01        |
| Централна банка Ирске       | 1.3772                | 128,419,794.29       |
| Банка Грчке                 | 2.0117                | 187,585,027.73       |
| Банка Шпаније               | 9.6981                | 904,318,913.05       |
| Француска банка             | 16.6108               | 1,548,907,579.93     |
| Банка Италије               | 13.8165               | 1.288.347.435,28     |
| Централна банка Кипра       | 0.1750                | 16,318,228.29        |
| Банка Летоније              | 0.3169                | 29.549.980,26        |
| Литванска банка             | 0.4707                | 43,891,371.75        |
| Централна банка Луксембурга | 0.2679                | 24,980,876.34        |
| Централна банка Малте       | 0.0853                | 7,953,970.70         |
| Холандска банка             | 4.7662                | 444,433,941.0        |
| Аустријска национална банка | 2.3804                | 221.965.203,55       |
| Банка Португалије           | 1.9035                | 177.495.700,29       |
| Банка Словеније             | 0.3916                | 36,515,532.56        |
| Народна банка Словачке      | 0.9314                | 86,850,273.32        |
| Банка Финске                | 1.4939                | 136,005.388,82       |
| Укупно                      | 81.3286               | 7.583.649.493,38     |
| Изван еврозоне:             |                       |                      |
| Бугарска народна банка      | 0.9832                | 3.991.180,11         |
| Чешка народна банка         | 1.8794                | 7,629,194,36         |
| Данмаркс Натионалбанк       | 1.7591                | 7.140.851,23         |
| Хрватска народна банка      | 0.6595                | 2,677,159.56         |
| Мађарска народна банка      | 1.5488                | 6,287,164.11         |
| Народна банка Пољске        | 6.0335                | 24,492,255.06        |
| Национална банка Румуније   | 2.8289                | 11.483.573,44        |
| Шведска народна банка       | 2.9790                | 12.092.886,02        |
| Укупно                      | 18.6714               | 75,794,263.89        |

### Резерве
Националне централне банке земаља чланица еврозоне су до сада обезбедиле око 40 милијарди евра у капитална плаћања у резерви ликвидности ЕЦБ. Доприноси сваке националне централне банке пропорционални су њеном учешћу у уписаном капиталу ЕЦБ, док заузврат ЕЦБ свакој националној централној банци приписује потраживање у еврима еквивалентно њеном доприносу.

### Језици
Радни језик Европске централне банке је углавном енглески, а конференције за штампу обично се одржавају на енглеском језику. Спољне комуникације третирају се флексибилно: енглески језик има предност (мада не искључиво) у комуникацији унутар ЕСЦБ-а (тј. Са другим централним банкама) и на финансијским тржиштима. Комуникација са другим националним властима и грађанима ЕУ обично је на њиховом језику, али веб локација ЕЦБ је на енглеском језику. Званични документи попут Годишњег извештаја су на службеним језицима ЕУ.

### Независност
Европска централна банка (и Евросистем уопште) често се сматра „најнезависнијом централном банком на свету“. Генерално, то значи да може расправљати, обликовати, одлучивати и спроводити своје задатке и политике у потпуној аутономији, без притиска или потребе за упутствима било ког спољног тела. Главно објашњење такве независности ЕЦБ је да је такав институционални оквир оптималан за одржавање стабилности цена.
У пракси је независност ЕЦБ повезана са четири кључна принципа:
- Оперативна и правна неовисност : ЕЦБ има све потребне надлежности да испуни свој мандат да одржи стабилност цена и последично управљање монетарном политиком у пуној аутономији и са високим нивоом дискреције. Одлуке Управног савета ЕЦБ доносе се са високим степеном тајности, а резултати појединачног гласања се не откривају јавно (што доводи до сумњи да чланови Управног савета гласају према националном кључу).[100][101] Поред одлука о монетарној политици, ЕЦБ има право да изда правно обавезујућа правила у оквиру своје надлежности и ако су испуњени услови утврђени правом Уније, а може и санкционисати актере ако крше законске одредбе утврђене правилима Уније. Правни субјективитет ЕЦБ такође омогућава ЕЦБ да закључује међународне правне споразуме независно од других институција ЕУ и може бити странка у правном поступку. ЕЦБ такође може да организује своју унутрашњу организацију у складу са сопственим потребама.
- Лична независност: Мандат чланова одбора ЕЦБ-а намерно је веома дуг (8 година), а гувернери националних централних банака имају мандат који се може обновити најмање пет година.[97] Чланови одбора ЕЦБ уживају имунитет од правног поступка.[102] О уклањању са функције може одлучити само Суд правде Европске уније (ЦЈЕУ), на захтев Управног савета ЕЦБ или Извршног одбора (тј. саме ЕЦБ). Таква одлука је могућа само у случају нестручности или озбиљног кршења закона. Гувернери националних централних банака Евросистема могу бити разрешени по националном закону (уз могућност жалбе) у случају да више нису у могућности да обављају своје функције или ако су озбиљно прекршили закон.
- Финансијска независност: ЕЦБ је једино тело у ЕУ чији статут сопственим ресурсима и приходима гарантује буџетску независност. ЕЦБ користи сопствени профит од операција монетарне политике и не може бити технички несолвентан. Финансијска независност ЕЦБ такође јача њену политичку независност. Како ЕЦБ није потребно спољно финансирање и истовремено јој је забрањено директно финансирање од јавних институција, то је штити од потенцијалног притиска јавних власти.
- Политичка независност: Институције и тела Европске уније и владе држава чланица не смеју да утичу на чланове тела ЕЦБ или националне централне банке у извршавању њихових задатака. Супротно томе, уговори ЕУ од институција и националних влада захтевају да поштују независност ЕЦБ, а управо је ово друго правило предмет многих расправа.

### Демократска контрола
Као противтежа високом степену аутономије и дискреције, ЕЦБ је одговорна Европском парламенту (и у мањој мери Европском ревизорском суду, Европском омбудсману и Суду правде (ЦЈЕУ)). Иако не постоји међуинституционални споразум између Европског парламента и ЕЦБ о регулисању оквира одговорности ЕЦБ, постоји неформални споразум инспирисан резолуцијом Европског парламента усвојеној 1998. године и уграђеној у пословник Парламента.
Оквир одговорности укључује пет главних механизама:
- Годишњи извештај: ЕЦБ је дужна да објављује извештаје о својим активностима и свој годишњи извештај мора да пошаље Европском парламенту, Европској комисији, Савету Европске уније и Европском савету.[106] Заузврат, Европски парламент процењује прошле активности ЕЦБ кроз правно необавезујући годишњи извештај о Европској централној банци.
- Квартална саслушања: Одбор Европског парламента за економска и монетарна питања организује тромесечно („Монетарни дијалог“) саслушање са ЕЦБ,[107] омогућавајући члановима парламента да постављају усмена питања председнику ЕЦБ.
- Парламентарна питања: сви посланици Европског парламента имају право да писмена питања[108] упућују председнику ЕЦБ. Председник ЕЦБ ће дати писмени одговор у року од 6 недеља.
- Именовања: Током процеса именовања чланова Извршног одбора ЕЦБ консултује се Европски парламент.[109]
- Правни поступци: Правни субјективитет ЕЦБ омогућава цивилном друштву или јавним институцијама да подносе жалбе против ЕЦБ Суду правде.

2013. године постигнут је међуинституционални споразум између ЕЦБ и Европског парламента о успостављању банкарске супервизије ЕЦБ. Овај споразум даје Европском парламенту шира овлашћења да делује у складу са устаљеном праксом активности монетарне политике ЕЦБ. На пример, према овом споразуму, Парламент може ставити вето на именовање председавајућег и заменика председавајућег надзорног одбора ЕЦБ и може одобрити разрешења ако ЕЦБ то затражи.

### Транспарентност
Поред независности, ЕЦБ подлеже ограниченим обавезама транспарентности, за разлику од стандарда институција ЕУ и других главних централних банака. У ствари, као што је истакла организација Транспаренси Интернашонал, „уговори успостављају транспарентност и отвореност као принцип ЕУ и њених институција. Међутим, ЕЦБ одобравају делимично изузеће од овог принципа. Према чл. 15 (3) УФЕУ, ЕЦБ се обавезује принципима транспарентности ЕУ „само када извршава [своје] административне задатке“ (изузетак - који термин „административни послови“ оставља недефинисан) подједнако се односи и на Суд правде и на Европска инвестициона банка. Банка)."
У пракси постоји неколико конкретних примера када је ЕЦБ мање транспарентна од других институција:
- Гласање тајним гласањем : Док друге централне банке објављују резултате гласања својих чланова, одлуке Управног савета ЕЦБ-а доносе се у тајности. Од 2014 ЕЦБ објављује „извештаје“ са својих састанака монетарне политике,[112] али они су и даље прилично неодређени и не укључују гласање појединачних чланова.
- Приступ документима : Обавеза органа ЕУ да документе ставе на слободу након тридесет година односи се и на ЕЦБ. Међутим, према Пословнику ЕЦБ, Управно веће може одлучити да одржи тајност појединачних докумената након периода од 30 година.
- Откривање листе хартија од вредности: ЕЦБ је мање транспарентна од америчке Федералне резерве када је реч о обелодањивању листе хартија од вредности које се држе у њеном билансу стања у оквиру операција монетарне политике, попут квантитативног ублажавања.[113]

### Седиште
Седиште банке је у округу Остенд у Франкфурту на Мајни. Град је највећи финансијски центар у евро зони и седиште ЕЦБ је одређено уговором из Амстердама. Банка се 2014. године преселила у ново седиште, које је дизајнирала архитектонска фирма Куп Химелбау са седиштем у Бечу. Зграда је висока око 180 метара, а поред ње требало би саградити и друге помоћне зграде на месту некадашње велетржнице у источном делу Франкфурта на Мајни. Главна зграда има укупну површину од 120000 m², а градња је започела у октобру 2008. Очекивало се да ће зграда постати архитектонски симбол Европе. Иако је била дизајнирана да прими двоструко већи број особља у поређењу са својим бившим седиштем у Еуротоверу, ЕЦБ је такође задржала бившу зграду због потребе за више простора пошто је преузела одговорност за банкарски надзор.